# Parabatella
Parabatella este un gen de molii din familia Lymantriinae.